# Fateh Singh (Sportschütze)
Subedar-Major und Honorary Captain Fateh Singh (Hindi: फतेह सिंह; * um 1964 in Gurdaspur, Punjab; † 2. Januar 2016 in Pathankot, Punjab) war ein indischer Sportschütze und Armeeoffizier. Der mehrfache Medaillengewinner der Commonwealth Shooting Championships starb bei einem Armeeeinsatz während des Terrorangriffs auf die Pathankot Air Force Station 2016.

## Leben und Karriere
Der um das Jahr 1964 in der Stadt Gurdaspur im Bundesstaat Punjab geborene Fateh Singh kam noch in jungen Jahren zum indischen Militär und gehörte dort lange dem 15. Bataillon des Dogra Regiments an. Im Jahre 1995 nahm er als Sportschütze an den ersten Commonwealth Shooting Championships in Neu-Delhi teil und konnte dort als mehrfacher Medaillengewinner überzeugen. Da diese Sportart in Indien zu dieser Zeit gerade im Aufstreben begriffen war, konnte er sich zu dieser Zeit als einer der besten Schützen des Landes beweisen.
Bei den Spielen gewann er Gold im Big Bore Rifle Three Position-Bewerb sowie Silber in der Big Rifle Prone Position. Viele der heute aktiven bzw. bereits inaktiven indischen Sportschützen wie Suma Shirur, Anjali Bhagwat oder Rajyavardhan Singh Rathore gaben an, Fateh Singh in einer Vorbildfunktion wahrgenommen zu haben. Nachdem er sich 2009 im Rang eines Subedar-Major vom Dogra Regiment zurückzog, schloss er sich umgehend dem Defence Security Corps an und war im Auftrag von diesem in den letzten zwei Jahren vor seinem Tod in Pathankot stationiert.
Davor war er am Army War College, einem Institut für taktisches Training und Forschung der indischen Armee, in Mhow stationiert, wo er auch als Trainer in Erscheinung trat. Dort trainierte er selbst, wie zahlreiche andere Athleten, auch schon in seiner Anfangszeit als Sportschütze. Am 2. Januar 2016 war er beim von der islamistischen Organisation Jaish-e Mohammed durchgeführten Terrorangriff auf die Pathankot Air Force Station 2016, nahe der pakistanischen Grenze in seiner Funktion als Militär im Einsatz. Bei den offiziell bis 5. Januar andauernden Kämpfen zwischen den Terroristen und dem Militär war er einer von 14 Menschen (darunter sechs der Angreifer), die bei diesem Terrorakt ums Leben kamen.